# Stade Municipal (Yverdon)
Stade Municipal é um estádio multi uso da cidade de Yverdon-les-Bains na Suíça. É mais utilizado para partidas de futebol abrigando os jogos do time da cidade o Yverdon-Sport FC. Sua capacidade é de 6.600 espectadores.